# Naso brachycentron
Naso brachycentron és una espècie de peix pertanyent a la família dels acantúrids.

## Descripció
- Pot arribar a fer 90 cm de llargària màxima.
- 4-5 espines i 28-30 radis tous a l'aleta dorsal i 2 espines i 27-28 radis tous a l'anal.
- Els mascles adults presenten una banya.[3][4]

## Alimentació
Menja algues bentòniques.

## Hàbitat
És un peix marí, associat als esculls i de clima tropical (25 °C-28 °C; 33°N-25°S) que viu entre 2 i 20 m de fondària (normalment, entre 15 i 20).

## Distribució geogràfica
Es troba des de l'Àfrica oriental fins a les illes Marqueses, les illes de la Societat, les illes Ryukyu i Vanuatu.

## Observacions
És inofensiu per als humans.